# Omweg naar huis
Omweg naar huis is een hoorspel van Karl Richard Tschon. Umweg nach Hause werd op 19 november 1963 door de Bayerischer Rundfunk uitgezonden. Erna van der Beek vertaalde het en de AVRO zond het uit op donderdag 2 november 1967. De regisseur was Jan Borkus. Het hoorspel duurde 50 minuten.

## Rolbezetting
- Maria de Booy (het meisje)
- Paul van der Lek (verteller & de man)
- Wiesje Bouwmeester (Martha, zijn vrouw)
- Paula Majoor (Lotte, zijn dochter)
- Gerrie Mantel (Fred, zijn zoon)
- Tine Medema (moeder)

## Inhoud
Een man keert na z’n werk terug naar huis en ontmoet een jong meisje. Plots weer wakker geworden jeugddromen, kleine en grote wensen en een eigenaardig spel met z’n tweeën doen hem een uur lang vergeten dat zijn gezin op hem wacht. Deze omweg geeft echter nieuwe hoop aan zijn leven en aan de sleur van het leven van alledag, waaraan hij probeerde te ontkomen...